# Thomas Bosgrave
Thomas Bosgrave né dans un lieu et à une date qui nous sont inconnus et mort martyr le 4 juillet 1597 à Dorchester dans le Oxfordshire est un laïc catholique anglais arrêté et exécuté sous le règne d'Elizabeth Ire pour avoir cherché à protéger un prêtre catholique.

## Biographie
Thomas Bosgrave est un gentleman anglais, neveu de John Arundell dont la famille est catholique. Il est lui-même catholique et fermement attaché à sa religion. A l'été 1594 il est présent chez son oncle au château de Chideock où est caché John Cornelius, un prêtre devenu leur aumônier personnel. Dénoncé par un domestique de la maison la police se présente au domicile pour y arrêter le prêtre. Thomas Bosgrave cherche alors un moyen de le cacher. Cet acte lui vaut d'être arrêté. Il est envoyé à Dorchester pour y être jugé. Il est reconnu coupable de haute trahison - le simple fait d'aider un prêtre catholique était considéré comme un acte d'hostilité à l'égard du souverain - et condamné à mort. Avec lui John Cornelius, John Carey et Patrick Salmon, deux domestiques de la maison eux aussi catholiques sont condamnés à la potence. Il subit la peine réservée aux traîtres à savoir être pendu, traîné sur une claie jusqu'à la potence et mis en quart.

## Vénération
Reconnu comme un martyr catholique, Thomas Bosgrave fut béatifié en 15 décembre 1929 par le pape Pie XI. Vénéré par l'Église catholique il est fêté le 4 juillet et est compté dans la liste des Cent sept martyrs d'Angleterre et du pays de Galles. Avec John Cornelius, John Carey et Patrick Salmon ils sont ensemble vénérés comme les Martyrs de Chideock.

## Voir également
- Martyrs de Douai
- Martyrologe romain
- Martyrs d'Angleterre et du pays de Galles
- Quatre-vingt-cinq martyrs d'Angleterre et de Galles
- Quarante martyrs d'Angleterre et de Galles
- Cinquante-quatre martyrs anglais
- Martyrs d'Oaten Hill
- Martyrs de Dryburne
- Martyrs de Londres de 1591
- Les Martyrs de la Chartreuse de Londres